# ديان داميانوفيتش

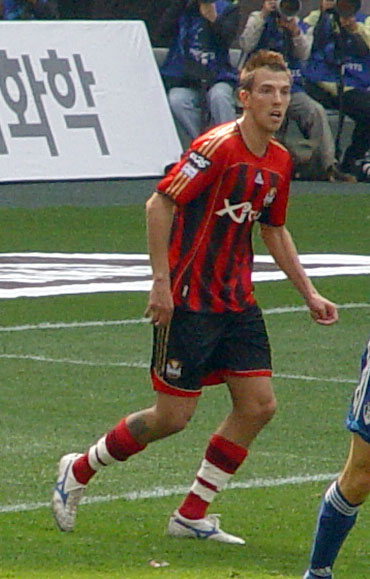

ديان داميانوفيتش (بالإنجليزية: Dejan Damjanović)‏ (مواليد 27 يوليو 1981 في موستار) لاعب كرة قدم مونتينيغري دولي يجيد اللعب في خط الهجوم . يلعب حاليا لصالح نادي سيؤول الكوري الجنوبي منذ 2008 .

## روابط خارجية
- ديان داميانوفيتش على موقع الاتحاد الدولي (مؤرشف)  (الإنجليزية)
- ديان داميانوفيتش على موقع الاتحاد الأوربي (الإنجليزية)
- ديان داميانوفيتش على موقع دوري كوريا الجنوبية (الإنجليزية)
- ديان داميانوفيتش على موقع قاعدة بيانات كرة القدم.إي يو (الإنجليزية)
- ديان داميانوفيتش على موقع بيانات كرة القدم. دي إي (الألمانية)
- ديان داميانوفيتش على موقع ناشيونال فوتبول تيمز (الإنجليزية)
- ديان داميانوفيتش على موقع Soccerbase.com (لاعب) (الإنجليزية)
- ديان داميانوفيتش على موقع Soccerway.com (الإنجليزية)
- ديان داميانوفيتش على موقع عالم كرة القدم.نت (الإنجليزية)